# Johannes van Oldenborgh

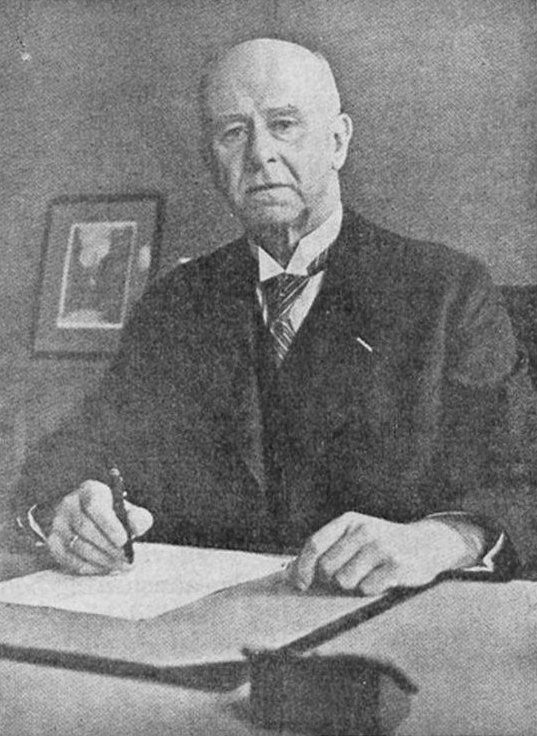
Johannes van Oldenborgh

Johannes van Oldenborgh (Bengkulu (Ned.-Indië) 14 december 1875 - Haarlem 26 april 1940) was Nederlands militair, later directeur van het Provinciaal Waterleidingbedrijf Noord-Holland (PWN) en daarna directeur van het Provinciaal Electriciteitsbedrijf Noord-Holland (PEN)
Zijn vader was Johannes van Oldenborgh, de resident van Ambon, zijn moeder Odilia Henkmeijer. Hij was getrouwd met Johanna Catharina Hermina IJssel de Schepper.

## Genie
Zijn middelbare opleiding volgde hij aan het Instituut Van den Briel in Amsterdam, waarna hij naar de Koninklijke Militaire Academie in Breda ging. In 1895 werd hij 2e luitenant bij de genietroepen. Hij werkte aan de bouw van het Fort Zuidwijkermeer van de Stelling van Amsterdam en de kazerne voor de infanterie in Nijmegen. In 1909 werd hij docent geniewetenschappen aan de hogere krijgsschool in Den Haag.

## Drinkwater en stroom
In 1912 werd directeur van het Technisch Bureau van de Staatscommissie voor de Drinkwatervoorziening, het latere Rijksinstituut voor de Drinkwatervoorzienining. In 1919 stapte hij over naar het toen opgerichte Provinciaal Waterleidingbedrijf Noord-Holland (PWN). Noord-Holland was de enige provincie die een waterleidingbedrijf oprichtte, de overige waterleidingbedrijven in Nederland waren gemeentelijke bedrijven. Hij werd bij zijn vertrek bij het Rijksinstituut voor de Drinkwatervoorziening benoemd als lid van de Centrale Commissie voor de Drinkwatervoorziening, een adviesorgaan voor de overheid.
In 1917 was het Provinciaal Electriciteitsbedrijf Noord-Holland (PEN) opgericht, en Van Oldenborgh werd in 1923 gevraagd om deel uit te maken van de directie van dit bedrijf. Door aftreden van de president directeur F.A. Smit Kleine van dat bedrijf in 1930 werd hij de enige directeur.

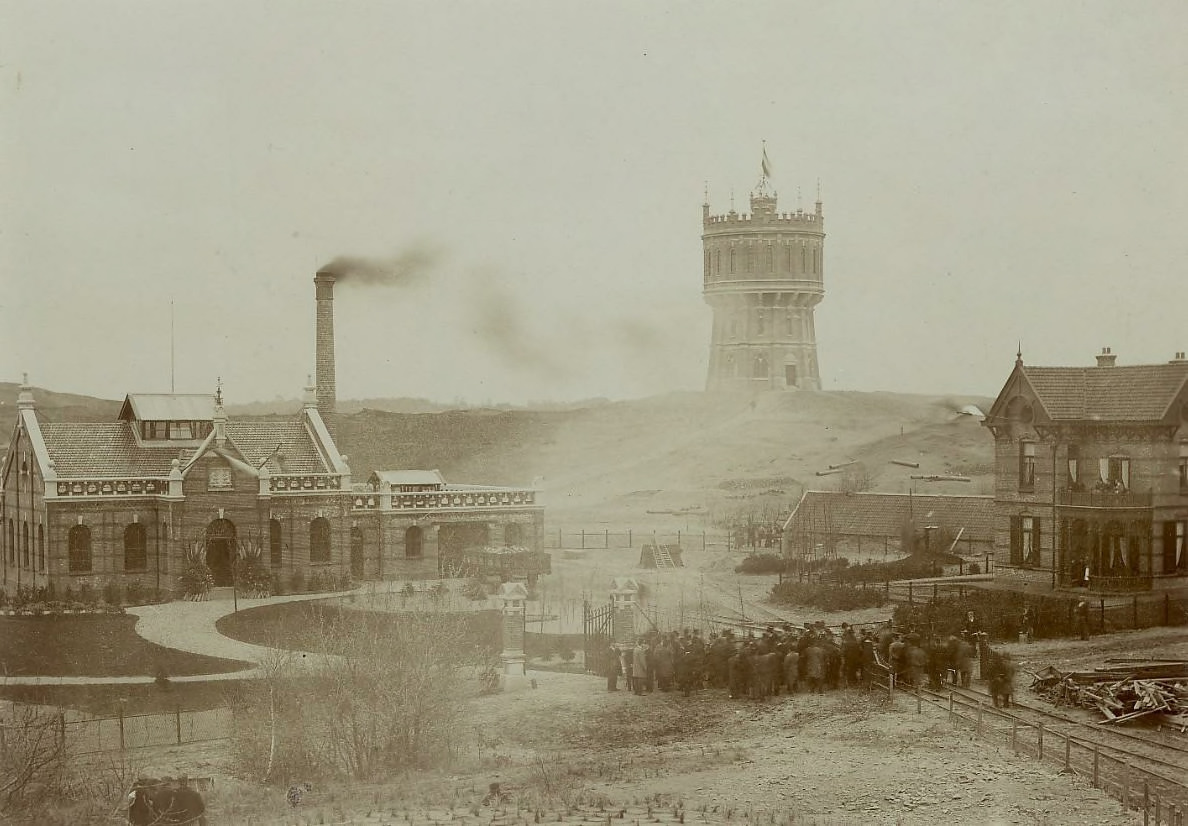
Het complex van de PWN in Bloemendaal

Voor de PWN heeft hij met name gestimuleerd dat er een pompstation in de duinen bij Bakkum kwam. Er zijn onder zijn leiding een aantal watertorens gebouwd, alsmede het kantoor in Bloemendaal.

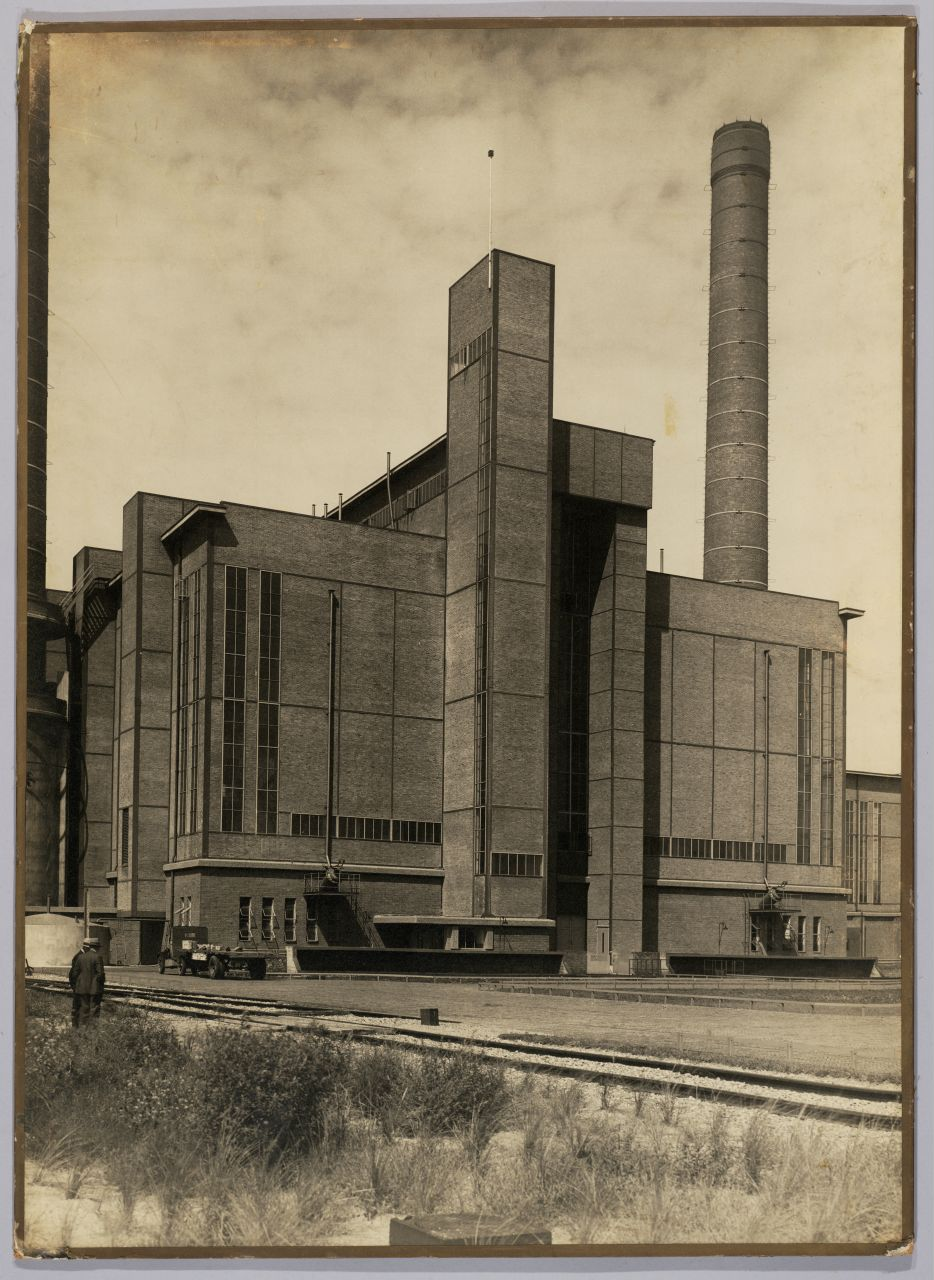
De centrale Velsen Noord

Verder is onder zijn leiding bij de PEN de centrale Velsen-Noord gebouwd (1931). Daarnaast besteedde hij veel aandacht aan de bouw van schakelstations.
Bij de PEN heeft hij zich vooral sterk gemaakt voor directe levering van het provinciale stroom-productiebedrijf aan de eindgebruikers, dus geen gemeentelijke distributiebedrijven. Dit was in Noord-Holland ook zo bij de waterleiding.
Hij heeft ook geregeld dat bij het in exploitatie brengen van de Wieringermeerpolder de bewoners en bedrijven onmiddellijk toegang hadden tot stroom en drinkwater.

## Bestuurlijke functies
Van Oldenborgh heeft een groot aantal bestuurlijk functies vervuld, o.a:
- 1928-1930 voorzitter vereniging van waterleidingsbelangen
- 1932-1935 ondervoorzitter van de vereniging van directeuren van electriciteitsbedrijven

## Overig
Hij heeft zich ook heel sterk gemaakt voor het natuurbehoud in Nederland, met name van het Hollandse duingebied. Door zeer ruimhartig duingebieden aan te kopen voor de drinkwatervoorziening heeft hij veel duinovergangen uit particuliere handen gehouden, en daardoor ongebreidelde toeristische ontwikkelingen voorkomen. De Kennemerduinen zijn samen met de Amsterdamse Waterleidingduinen daar een gevolg van. Hij had grote belangstelling voor cultuur, zoals ook blijkt uit zijn artikel over het de opgravingen bij Slot bij Egmond aan den Hoef.

## Eerbewijzen
In 1921 kreeg hij de Conrad's premie van het Koninklijk Instituut van Ingenieurs voor zijn werk tot oprichting van de  provinciale waterleidingbedrijven. In 1923 is bij benoemd tot Ridder in de orde van de Nederlandsche Leeuw.